# Kristi Marku
Kristi Marku (Durazzo, 13 aprile 1995) è un calciatore albanese, difensore svincolato.

## Carriera

### Club
Cresciuto nel settore giovanile del Teuta, ha esordito in prima squadra il 26 agosto 2012 disputando l'incontro di Kategoria Superiore vinto 0-1 contro lo Shkumbini. In seguito ha giocato anche nella massima serie ungherese, in quella kosovara, in quella armena ed in quella estone. Nella stagione 2019-2020 ha inoltre esordito nelle competizioni UEFA per club, giocando 5 partite nei turni preliminari di Europa League con la maglia degli armeni del P'yownik.

### Nazionale
Ha militato nelle nazionali giovanili albanesi Under-15, Under-17, Under-19 ed Under-21.

## Statistiche

### Presenze e reti nei club
Statistiche aggiornate al 1º dicembre 2022.
| Stagione                 | Squadra                  | Campionato               | Campionato | Campionato | Coppe nazionali | Coppe nazionali | Coppe nazionali | Coppe continentali | Coppe continentali | Coppe continentali | Altre coppe | Altre coppe | Altre coppe | Totale | Totale |
| Stagione                 | Squadra                  | Comp                     | Pres       | Reti       | Comp            | Pres            | Reti            | Comp               | Pres               | Reti               | Comp        | Pres        | Reti        | Pres   | Reti   |
| ------------------------ | ------------------------ | ------------------------ | ---------- | ---------- | --------------- | --------------- | --------------- | ------------------ | ------------------ | ------------------ | ----------- | ----------- | ----------- | ------ | ------ |
| 2012-2013                | Teuta                    | KS                       | 9          | 0          | CA              | 4               | 0               | UEL                | 0                  | 0                  |             | -           | -           | 13     | 0      |
| 2014-2015                | Honvéd                   | NB1                      | 8          | 0          | CU+CdL          | 0+5             | 0+1             |                    | -                  | -                  |             | -           | -           | 13     | 1      |
| gen.-giu. 2016           | Flamurtari Valona        | KS                       | 10         | 0          | CA              | 1               | 0               |                    | -                  | -                  |             | -           | -           | 11     | 0      |
| 2016-gen. 2017           | Flamurtari Valona        | KS                       | 4          | 0          | CA              | 2               | 0               |                    | -                  | -                  |             | -           | -           | 6      | 0      |
| Totale Flamurtari Valona | Totale Flamurtari Valona | Totale Flamurtari Valona | 14         | 0          |                 | 3               | 0               |                    | -                  | -                  |             | -           | -           | 17     | 0      |
| gen.-giu. 2017           | Partizani Tirana         | KS                       | 1          | 0          | CA              | -               | -               |                    | -                  | -                  |             | -           | -           | 1      | 0      |
| 2017-2018                | Lushnja                  | KS                       | 21         | 1          | CA              | 2               | 0               |                    | -                  | -                  |             | -           | -           | 23     | 1      |
| 2018-gen. 2019           | Ferizaj                  | SL                       | 15         | 0          | CK              | 1               | 1               |                    | -                  | -                  |             | -           | -           | 16     | 1      |
| gen.-giu. 2019           | P'yownik                 | BC                       | 11         | 1          | CA              | -               | -               | UEL                | -                  | -                  |             | -           | -           | 11     | 1      |
| 2019-2020                | P'yownik                 | BC                       | 5          | 0          | CA              | 0               | 0               | UEL                | 5                  | 0                  |             | -           | -           | 10     | 0      |
| Totale P'yownik          | Totale P'yownik          | Totale P'yownik          | 16         | 1          |                 | 0               | 0               |                    | 5                  | 0                  |             | -           | -           | 21     | 1      |
| feb.-set. 2021           | Trans Narva              | ML                       | 11         | 1          | CE              | 2               | 0               |                    | -                  | -                  |             | -           | -           | 13     | 1      |
| 2021-2022                | Kukësi                   | KS                       | 20         | 0          | CA              | 2               | 0               |                    | -                  | -                  |             | -           | -           | 22     | 0      |
| 2022-2023                | Gloria Buzău             | L2                       | 7          | 0          | CR              | 2               | 0               |                    | -                  | -                  |             | -           | -           | 9      | 0      |
| Totale carriera          | Totale carriera          | Totale carriera          | 122        | 3          |                 | 21              | 2               |                    | 5                  | 0                  |             | -           | -           | 148    | 5      |